# Herbert von Böckmann
Herbert Erich Adolf Wilhelm von Böckmann (24 de julho de 1886 - 10 de março de 1974) foi um oficial alemão que serviu durante a Segunda Guerra Mundial. Foi condecorado com a Cruz de Cavaleiro da Cruz de Ferro.

## Carreira militar
Herbert von Böckmann iniciou a sua carreira militar ao ingressar na escola de cadetes de Bremen no Exército de Württemberg dia 14 de março de 1905, como sendo char. Fähnrich no 1. Badischen Leib-Grenadier-Regiment Nr. 109, sendo promovido para Leutnant no dia 18 de agosto de 1906. Anos mais tarde, no dia 1 de outubro de 1913, foi admitido na Academia de Guerra (em alemão: Kriegsakademie).

### Primeira Guerra Mundial
Com o início da Primeira Guerra Mundial, ingressou no dia 2 de agosto de 1914 num comando na Escola de Aviação de Döberitz (em alemão: Fliegerschule Döberitz), tornando-se no dia 11 de outubro de 1914 Flugzeugführer do Feldflieger-Abteilung 8, tendo com esta unidade partido para a Frente Ocidental.
Se tornou Kompanieführer no Grenadier-Regiment 109 no dia 21 de outubro de 1915 e em seguida foi transferido para o Stab do AOK der Njemen-Armee na Frente Oriental no dia 13 de outubro de 1915. Dias mais tarde, em 15 de outubro de 1915, se tornou Ordonnanz-Offizier no Stab do Gruppe Mitau.
Se encontrava no dia 31 de junho de 1916 no Generalstab do I. Reserve-Korps, sendo no dia 7 de dezembro de 1916 transferido para o Generalstab da 216. Infanterie-Division se tornando oficial no AOK 1 no dia 19 de janeiro de 1917. Não permaneceu por muito tempo no Generalstab do Exército, sendo transferido no dia 24 de março de 1917 para o Generalstab da 38. Infanterie-Division, e um mês mais tarde, no dia 29 de abril de 1917, foi transferido para o Generalstab do 6º Exército. No dia 27 de outubro de 1917 esteve no Generalstab da 36. Reserve-Division e meses mais tarde, no dia 21 de dezembro de 1917, foi transferido para o Generalstab do 8º Exército e no dia 31 de maio de 1918 foi transferido para o Generalstab des Feldheeres, permanecendo nesta posição até o armistício.

### Entre-guerras
Permaneceu no exército após o armistício, sendo no dia 1 de dezembro de 1918 deslocado para o Generalstab der Baltischen Landwehr e veio a se tornar comandante de uma companhia do 1. Garde-Regiment no dia 1 de março de 1919 no Freikorps Potsdam. Comandou uma companhia no Reichswehr-Infanterie-Regiment 5 no dia 01 de julho de 1919 no Freikorps Hülsen, e no dia 1 de outubro de 1920 comandou a 4ª companhia do Infanterie-Regiments 9. Esteve no dia 31 de outubro de 1921 no Generalstab do Gruppen-Kommandos 1, sendo enviado no dia 17 de novembro de 1922 para receber treinamento no Reichswehr-Ministerium, ao retornar do treinamento no dia 1 de março de 1923, foi transferido para o Stab do Infanterie-Führers 1.
Se tornou comandante da 2ª Companhia do 14. Badischen Infanterie-Regiments no dia 5 de setembro de 1925 sendo mais uma vez enviado para receber treinamentos no Abteilung T1 do Reichswehr-Ministerium no dia 1 de março de 1929. Entrou para o Generalstab da 3. Division no dia 1 de outubro de 1932 e foi novamente enviado para treinamentos no Reichswehr-Ministerium no dia 1 de setembro de 1934, onde se tornou comandante do Ausbildungs-Abteilung no dia 1 de outubro de 1934.
Comandou o Infanterie-Regiments 2 a partir do dia 15 de outubro de 1935, assumindo tempos depois o comando do Generalstabes do I Corpo de Exército no dia 10 de novembro de 1938. Com a mobilização para a campanha polonesa, Böckmann seguiu com a sua unidade no dia 26 de agosto de 1939 para se juntar com o 3º Exército.

### Segunda Guerra Mundial
Com o início da Segunda Guerra Mundial, participou da Invasão da Polônia, sendo condecorado com a Cruz de Ferro 2ª Classe no dia 15 de setembro de 1939 e Cruz de Ferro 1ª Classe no dia 4 de outubro de 1939.
Após o término da campanha polonesa, saiu de seu posto no dia 21 de outubro de 1939, vindo a assumir o comando da 11ª Divisão de Infantaria no dia 26 de outubro de 1939. Com esta unidade participou da Batalha da França e mais tarde da Operação Barbarossa. Deixou o comando da divisão para assumir o comando do Angriffsgruppe Wolchow no dia 28 de outubro de 1941, que compreendia a 11ª e a 21ª Divisão de Infantaria. Foi promovido para Generalleutnant no dia 1 de agosto de 1940. A unidade de Böckmann conseguiu destruir 533 fortificações inimigas em seu avanço pelo norte da Rússia, sendo assim condecorado com a Cruz de Cavaleiro da Cruz de Ferro no dia 4 de dezembro de 1941.
Deixou o comando da unidade no final do mês de janeiro de 1942 e entrou para a reserva do Exército. Foi promovido para General der Infanterie no dia 1 de abril de 1942. Assumiu o comando do L Corpo de Exército no dia 3 de março de 1942, permanecendo no comando até o dia 20 de julho de 1942, quando foi transferido para a reservado Exército. O General der Infanterie von Böckmann foi considerado pelo Chef des Heerespersonalamtes Schmundt como sendo um homem muito velho para o Exército e foi dispensado do serviço ativo no dia 31 de março de 1943.
Herbert von Böckmann faleceu no dia 10 de março de 1979 em Baden-Baden.

### Patentes
| char. Fähnrich         | 14 de março de 1905    |
| Fähnrich               | 18 de novembro de 1905 |
| Leutnant               | 18 de agosto de 1906   |
| Oberleutnant           | 28 de novembro de 1914 |
| Hauptmann              | 22 de março de 1916    |
| Major                  | 1 de fevereiro de 1929 |
| Oberstleutnant         | 1 de junho de 1933     |
| Oberst                 | 1 de junho de 1935     |
| Generalmajor           | 31 de dezembro de 1938 |
| Generalleutnant        | 1 de agosto de 1940    |
| General der Infanterie | 12 de abril de 1942    |

### Condecorações
| Cruz de Ferro 2ª Classe (1914)                        |                        |
| Cruz de Ferro 1ª Classe (1914)                        |                        |
| Broche da Cruz de Ferro 2ª Classe (1914)              | 15 de setembro de 1939 |
| Broche da Cruz de Ferro 1ª Classe (1914)              | 4 de outubro de 1939   |
| Cruz de Cavaleiro da Cruz de Ferro                    | 4 de dezembro de 1941  |
| Ehrenkreuz für frontkämpfer                           |                        |
| Medalha zur erinnerung an die heimker des Memellandes |                        |
| Medalha da Frente Oriental                            |                        |
| Dienstauszeichnung der Wehrmacht 1 Classe, 25 Anos    |                        |